# Artillio Meurk
Artillio Meurk De Olivo, ursprungligen Adolf Alfred Robert Meurk, född 2 maj 1912, död 6 augusti 2003, var en svensk dansare, koreograf, balett- och fäktmästare.
Namnet stavas ibland Artillo.

## Koreografi
- 1955 – Flottans muntergökar
- 1971 – Lockfågeln

## Teater

### Koreografi
| År   | Produktion                                            | Regi            | Teater                  |
| ---- | ----------------------------------------------------- | --------------- | ----------------------- |
| 1943 | Peppar och parfym, revy Ch. Henry och Einar Molin     | Gideon Wahlberg | Odeonteatern, Stockholm |
| 1943 | Glitter och gliringar, revy Ch. Henry och Einar Molin | Gideon Wahlberg | Odeonteatern, Stockholm |